# L'Amour du monde (film)
Pour l’article homonyme, voir L'Amour du monde.
Pour plus de détails, voir Fiche technique et Distribution.
L'Amour du monde est un premier film suisse réalisé par Jenna Hasse, sorti en 2023. Il est inspiré du roman du même nom de Charles Ferdinand Ramuz.

## Synopsis
Margaux, bientôt 15 ans, passe l'été avec son père d’origine portugaise entre Aubonne et Allaman, sur les rives suisses du Léman. Tous deux logent dans une chambre d’hôtel, le temps de trouver mieux. Une cohabitation compliquée, d’autant plus que l’homme a une nouvelle amie, Carole.
A l’occasion d’un stage qu’elle n’a pas choisi, l’adolescente découvre le Foyer des Pins, structure d’accueil pour enfants en difficulté. Elle y rencontre Juliette, 7 ans, orpheline frondeuse, qui peine à obéir à ses tuteurs et fugue fréquemment.
Lors d’une sortie, Juliette, qui ne sait pas encore nager, échappe à la surveillance de Margaux et tombe dans le lac. C’est Joël qui la sort de l’eau. L’homme est de retour en Suisse en raison du décès de sa mère. Après avoir travaillé en Indonésie dans un centre de plongée, il aide aujourd’hui un ami pêcheur. Attirée par l'exotisme du marin, Margaux retourne régulièrement le voir avec Juliette sans en prévenir ses superviseurs. Pour échapper à sa vie et cette région étriquées, l’adolescente rêve qu'il l’emmène avec lui en Asie, ce que la réalité ne permet pas. Une déception de plus pour Margaux, dont l’attitude désinvolte finit par provoquer son licenciement.
Alors que la région célèbre le 1er août, Margaux, seule dans la chambre de l’hôtel, reçoit un appel de Stéphane, le responsable du foyer. Il lui annonce que Juliette a disparu et lui demande si elle n'est pas à ses côtés. Margaux, inquiète, part à sa recherche et retrouve la fillette dans les bois, au bord du lac.

## Fiche technique[2]
- Titre : L'Amour du monde
- Titre international : Longing for the World
- Réalisation : Jenna Hasse
- Scénario : Jenna Hasse, Julien Bouissoux, Nicole Stankiewicz
- Photographie : Valentina Provini
- Montage : Noémie Fy
- Musique : Cedric Blaser
- Son : Camille Bonard
- Mixage audio : Benjamin Viau
- Costumes : Eléonore Cassaigneau
- Maquillage : Virginie Pernet, Laura Pozzi
- Casting : Minna Prader
- Assistant réalisateur : Pedro Labaig
- Producteurs : Olivier Zobrist, Anne-Catherine Lang
- Pays d'origine :  Suisse
- Langues de tournage : français, portugais
- Format : couleur
- Genre : drame

- Dates de sortie : 
  - Suisse romande : 5 avril 2023
  - Suisse alémanique : 20 avril 2023

## Distribution[2]
- Clarisse Moussa : Margaux
- Esin Demircan : Juliette
- Marc Oosterhoff : Joël
- Adèle Vandroth : Adèle
- Pierre Mifsud : Philippe
- Mélanie Doutey : Carole
- Filipe Vargas : le père
- Maxime Gorbatchevsky : Stéphane
- Théo Rossi : Rick
- Hadrien Motta : Tiago
- Elias Alves : Tim
- Maël Ney : Kleden
- Frédéric Giavina : Lio

## Accueil

### Distinctions
- Berlinale 2023 : mention spéciale du jury[1]
- Prix du cinéma européen: nomination Young Audience Award[3]
- Prix du cinéma suisse: nomination meilleur film de fiction[4]